# TKİ Tavşanlı Linyitspor
Il TKİ Tavşanlı Linyitspor è una società calcistica con sede ad Kütahya, in Turchia, che milita nella TFF 1. Lig, la seconda serie del campionato turco.
Fondato nel 1943, il club gioca le partite in casa al Dumlupınar Stadyumu. I colori sociali sono il rosso e il nero.

## Rosa
| N. |                    | Ruolo | Calciatore       |
| -- | ------------------ | ----- | ---------------- |
| 1  | Turchia (bandiera) | P     | Metin Erol       |
| 2  | Turchia (bandiera) | D     | Hasan Yasar      |
| 4  | Turchia (bandiera) | C     | Ferhat Culcuoglu |
| 5  | Turchia (bandiera) | D     | Murat Özavci     |
| 6  | Turchia (bandiera) | D     | Bilal Özdemir    |
| 7  | Turchia (bandiera) | C     | Mesut Saray      |
| 8  | Turchia (bandiera) | C     | Emrah Dag        |
| 9  | Turchia (bandiera) | A     | Abdi Aktas (C)   |
| 10 | Turchia (bandiera) | C     | Mehmet Besler    |
| 12 | Turchia (bandiera) | A     | Eser Yağmur      |
| 14 | Turchia (bandiera) | D     | Ibrahim Yavuz    |
| 16 | Turchia (bandiera) | P     | Yavuz Eraydin    |
| 17 | Turchia (bandiera) | D     | Serkan Özsoy     |

| N.  |                      | Ruolo | Calciatore         |
| --- | -------------------- | ----- | ------------------ |
| 21  | Turchia (bandiera)   | C     | Gökhan Öztürk      |
| 23  | Turchia (bandiera)   | C     | Oktay Pop          |
| 24  | Turchia (bandiera)   | C     | Ahmet Topal        |
| 26  | Turchia (bandiera)   | C     | Faruk Bayar        |
| 33  | Turchia (bandiera)   | P     | Fatih Kaldan       |
| 36  | Turchia (bandiera)   | C     | Özgür Yildirim     |
| 39  | Turchia (bandiera)   | A     | Ümit Tütünci       |
| 41  | Turchia (bandiera)   | A     | Emre Okur          |
| 44  | Turchia (bandiera)   | D     | Osman Firat        |
| 61  | Turchia (bandiera)   | P     | Gökhan Köstereli   |
| 81  | Turchia (bandiera)   | C     | Ömürcan Yildirimli |
| 88  | Turchia (bandiera)   | D     | Hakan Cevik        |
| TBA | Finlandia (bandiera) | A     | Drilon Shala       |

## Statistiche
- TFF 1. Lig: 2010-
- TFF 2. Lig: 2009-2010
- TFF 3. Lig: 1984-1996, 2007-2009
- Bölgesel Amatör Lig: 1996-2009

## Palmarès

### Competizioni nazionali
- TFF 3. Lig: 1

2008-2009

### Altri piazzamenti
- TFF 2. Lig:

Vittoria play-off: 2009-2010